# Scene dalla vita di un villaggio
Scene dalla vita di un villaggio (in ebraico תמונות מחיי הכפר‎?) è un romanzo dello scrittore israeliano Amos Oz, pubblicato nel 2009.

## Storia editoriale
Il libro è stato tradotto in tedesco, portoghese, olandese, polacco, ungherese, danese, svedese, francese, rumeno, inglese, spagnolo, neogreco, turco, albanese, cinese e italiano.

## Trama
Nella cittadina provinciale di Tel Ilan si verifica un susseguirsi di avvenimenti difficile  da spiegare; non sempre sono gravi o lo sono in modo manifesto, tuttavia nel complesso contribuiscono a rendere l’atmosfera paesana più sinistra ed a tratti inquietante. L’opera si può quindi definire di taglio dark e surrealista.
Strutturalmente è suddiviso in singoli episodi a sé stanti che hanno al centro della scena uno o pochi protagonisti. Le vicende restano in gran parte indipendenti, ed i personaggi degli altri eventi fanno capolino di sfuggita in quelle degli altri. Solo in una circostanza conviviale molti di costoro interagiscono. Eccoli singolarmente.
- Arieh Zelnik, è pensionato e separato sia dalla moglie Naama, che ora sta a San Diego con Telma, la sua migliore amica; la loro figlia Hila vive a Boston e col figlio Eldar ha troncato i rapporti. Quindi, rimasto solo, ha abbandonato Haifa per tornare nella casa della anziana madre nonuagenaria. Quest’ultima è nella fase conclusiva della sua esistenza, ed egli apprezza il loro rapporto non troppo stretto, e, a sua volta si dedica all’ozio ed a costruire modellini di aerei.

Un giorno giunge Wolff Maftzir (in lingua ebraica vuol dire ‘’insistente’’) bizzarro avvocato dall’aspetto malandato e dai modi affettati, che dopo aver elogiata la casa e averlo adulato, gli propone di considerare l’ipotesi di convincere l’anziana donna a cedere la proprietà, condurla in una casa di riposo e costruire un resort che benefici dello splendido paesaggio – che paragona addirittura alla Provenza o alla Toscana -. Arieh cerca di scrollarselo di dosso ma, dopo una breve visita alla residenza, entrambi finiscono inspiegabilmente per distendersi sul letto della vecchina. 
- La dott. Sa Ghili Steiner, donna di mezz’età dall’aspetto austero e brava nelle diagnosi ai pazienti, nel corso degli anni ha sviluppato un rapporto speciale col nipote Ghideon: benché sia in cattivi rapporti con la madre, sua sorella, avendo ospitato più volte a casa il ragazzo, dal temperamento timido, introverso e schivo, lo ha preso a benvolere quasi come un suo figlio. In passato quando quest’ultimo era stato male lo aveva assistito; e anche in questo caso il nipote, soggetto al periodo di leva, è convalescente da un periodo di malattia.

Ora il ragazzo è in viaggio da Tel Aviv coll’ultimo bus serale, ma non arriva a destinazione, suscitando così la preoccupazione della zia che prova a cercarlo dall’autista, trova un giubbotto che può essere suo, e infine non ha alcuna notizia una volta rincasata. Quindi si corica sconsolata e afflitta dai dubbi su cosa possa essere accaduto. 
- Pesach Kedem è un anziano affetto dalla cifosi, che lo obbligava a tenere la postura del capo quasi ad angolo retto. Sua madre fu uccisa in Lettonia durante la 2ª guerra mondiale. È stato sposato con Abigail, dalla quale oltre a Rahel ebbe Eliezer (scomparso nel 1949).

Fu un politico laburista che sostiene di aver predicato invano dialogo ed unità non riuscì mai a “digerire” la scissione intestina al movimento: tuttora bersaglia svariati membri con giudizi o appellativi caustici (compagno Fallimento e compagno Onta; inoltre nutre uno sdegno malcelato verso Yitzhak Tabenkin). Gira spesso per la casa ed i dintorni in canottiera e pantaloni con bretelle larghi con atteggiamento bisbetico e seccatore – sbraita contro il mondo moderno, la gente, i gatti della figlia, Adel; si lamenta dei rapporti carenti d umanità; è infastidito da ogni inezia – verso quanti gli stanno intorno: il veterinario Michi, lo studente arabo Adel e la figlia Rahel. 
Rahel Franco è sua figlia, madre di Ifat e Osnat, che ora vivono all’estero (rispettivamente a Los Angeles e in Brasile), e moglie del defunto Dani Franco; quest’ultimo era un omone sentimentale, che morì il giorno del suo 50º compleanno. Rahel ha sui 45 anni, insegna presso il liceo locale, ha vari gatti e cerca di andare avanti tra lo sconforto della mancanza del marito e il pessimo umore del padre, e della noia verso la vita provinciale. Sa tenere a bada suo padre con maniere energiche e regole ferree, ma talora sa anche fargli delle piccole concessioni, come dei quadratini di cioccolato in più a quelli che gli sarebbero consentiti (e che di solito deve nascondergli per il suo bene). Non è soddisfatta della sua condizione ma si sforza di andare avanti. Sia la sua voglia di provare a ricominciare che l’ospitalità concessa ad Adel alimentano voci in paese. 
Questi è uno studente universitario che da bambino, accompagnando suo padre presso l’amico Dani, era rimasto affascinato da Tel Ilan, alché il defunto si era mostrato disponibile ad ospitarlo in un eventuale futuro. Ora, da universitario, si è preso un anno sabbatico per imbastire un'opera sulla coesistenza ed il confronto fra palestinesi ed israeliani. In cambio svolge lavori domestici presso la ex fattoria. Spesso se sta da solo a pensare ai fatti suoi, mentre fuma o suona l’armonica, o conversa in arabo coi gatti. È malvisto da Pesach, che, pur con una fondo di empatia, diffida di lui e del suo popolo. Dopo l’anziano anche lui si accorge di sinistri rumori notturni – intorno alle due – che paiono di scavo. 
- Yossi Sasson è un agente immobiliare che ha da tempo adocchiato la vecchia casa della famiglia Rubin, detta il Rudere, giacché molto vecchia e un po’ trascurata; egli l’aveva visitata una sola volta da bambino, ed oggi vorrebbe abbatterla e costruirvi qualcosa di più appetibile e lucroso da rivendere. Qui vivono ancora: l’anziana Rosa, e Batia, rispettivamente madre e moglie del fu Eldar, ritenuto una delle personalità più illustri della cittadina in quanto scrittore di romanzi e saggi sulla Shoah. Finora le donne avevano sempre nicchiato sull’opportunità di vendere, ma ora paiono pronte al passo.

Nel pomeriggio fa una camminata salvo imbattersi repentinamente in una donna dall’aspetto straniero vestita da escursionista alpinista che lo guarda male e che poco dopo s’è già dileguata, lasciandolo sbigottito. Di lì a poco va nel parco e trova un pacco lasciato su una panchina, che studia un po’, ma decide di non aprire. Nonostante abbia deciso di passare più tardi, procede allora verso la casa, dove non trova le due donne, bensì la giovane Yardena figlia Eldar e Batia, che invece di solito vive ad Haifa. Lei, con aria disinvolta e naïf le mostra i numerosi ambienti dell’antica casa (la cui gran parte è inutilizzata) e gli racconta qualche aneddoto; nel frattempo imbastisce un gioco sottile e sottinteso basato sulla sua bellezza giovanile e una vena di provocazione, che però non sfocia nel sesso ma in un eros smorzato. Infine, lo fa sedere sulla sedia a rotelle del defunto scrittore e dopo le ultime braci del divertimento lo lascia per scherzo da solo nella cantina. 
- Benni Avni oltre ad essere il sindaco di Tel Ilan, è una persona universalmente benvoluta e stimata, anche perché si prende cura con solerzia della cittadina. Mentre in un venerdì di febbraio sta sbrigando alcune mansioni secondarie riceve la visita di Adel, lo studente ospite di Rahel Franco, che gli riferisce di aver incontrato al Parco della Memoria seduta su una panchina la moglie Nava, la quale gli ha chiesto di recapitargli un biglietto. Da lei ha avuto le gemelle Inbal e Yuval; ma prima di sposarsi concordarono anche l’aborto di un feto inatteso.

Ci è scritto «non preoccuparti per me». Sbigottito ma non preoccupato, le telefona a casa (dato che facendo la maestra, rincasa un’ora prima) senza esito. Uscito dall’ufficio passa per il parco, dove rivede Adel ma non Nava. Torna dunque a casa, dove consuma il pasto lasciato pronto dalla moglie, fa la doccia e, dopo aver contattato senza esito dei conoscenti, si stende un po’ a letto. Dopo un po’ ricomincia la ricerca per la città; al suo girovagare per vari luoghi (parco, rifugio antiaereo, sinagoga) si unisce un cane. L’ultima tappa è la scuola elementare dove insegna la moglie, dove, per scavalcare la recinzione, si ferisce ad una mano; una volta dentro gironzola un po' dentro. Uscendo invece si strappa la giacca e gira per un po’ con le idee confuse fino a ritrovarsi ancora una volta sulla panchina dove è stata vista l’ultima volta Nava. 
- Questo episodio è l’unico caso in cui non si assiste a scene particolarmente strane. Il timido ed introverso liceale Kobi Ezra ama i libri e Ada Devash, donna col doppio degli anni divorziata (ma ha un compagno) che lavora alle poste e alcuni giorni a settimana si occupa anche della biblioteca cittadina. Il ragazzo, che tenta di trovare il coraggio di dichiararsi, atteso che la donna uscisse dalle poste, l'avvicina ed accompagna fino alla biblioteca parlando dei coetanei e de La signora Dalloway. A destinazione Ada lo inizia alla professione come aiutante; la donna ha capito il suo proposito e cerca di non incoraggiarlo ne deluderlo. Nel frattempo arrivano degli utenti, che interrompono l’interazione. Intanto Kobi sente crescere tanto il desiderio quanto la frustrazione, finché non le prende il viso tra le mani, mentre Ada cerca di rimanere neutra; poco dopo la scena si ripete ma più intensamente e sensualmente, ma cogli stessi esiti. Poi, per l’imbarazzo lo studente se ne va; la donna chiude il luogo e rincasa. Quindi ciascuno di loro resta coi suoi pensieri cercando di “digerirli”; che ovviamente Kobi avverte con maggiore trasporto.
- Ogni 6 settimane, gran parte dei paesani – molti dei quali già visti negli episodi precedenti - si riunisce a casa dei coniugi Abraham e Dalia Levin (che da quando, anni prima, il loro figlio sedicenne si suicidò, si sforzano di andare avanti) per una serata conviviale cantando brani tradizionali ebraici; ogni 1-2 ore si tengono intervalli per cenare con vivande portate da ciascuno. La voce narrante è un uomo scapolo che non rivela il suo nome, che sente lo strano intuito di controllare la tasche della giacca, e allontanatosi da occhi indiscreti comincia a curiosare per la casa alla ricerca di qualcosa che nemmeno lui sa.
- L’ultimo capitolo è un tratto a sé stante, in quanto risulta sconnesso ad ogni evento precedente: non c’è alcun riferimento spazio-temporale. Il protagonista e narratore descrive uno scenario apocalittico da terzo mondo: assai decadente con povertà e sporcizia imperanti, rapporti sessuali promiscui e persino incestuosi. Egli è il medico incaricato di curare la gente, ma la situazione è tetra e disperata; nel corso del tempo perde anche la speranza del trasferimento. Tutto lascia presagire al peggio.

## Edizioni in italiano
- Amos Oz, Scene dalla vita di un villaggio, traduzione di Elena Loewenthal, Milano: Feltrinelli, 2010